# Hermann Zschokke
Hermann Zschokke (ur. 16 czerwca 1838 w Česká Lípa, zm. 23 października 1920 w Wiedniu) – austriacki duchowny katolicki, biskup pomocniczy Wiednia 1910-1920.

## Życiorys
Święcenia kapłańskie otrzymał 25 lipca 1861.
17 listopada 1910 papież Pius X mianował go biskupem pomocniczym Wiednia. 11 grudnia 1910 z rąk arcybiskupa Franza Xaviera Nagla przyjął sakrę biskupią. Funkcję pełnił aż do swojej śmierci.
W 1900 przyznano mu tytuł doktora honoris causa Uniwersytetu Jagiellońskiego.